# Стряма (село)
Стряма (болг. Стряма) — село в Болгарии. Находится в Пловдивской области, входит в общину Раковски. Население составляет 3 226 человек.

## Политическая ситуация
В местном кметстве Стряма, в состав которого входит Стряма, должность кмета (старосты) исполняет Васил  Петров Черпелийски (независимый) по результатам выборов правления кметства.
Кмет (мэр) общины Раковски — Франц Генов Коков (коалиция партий: Граждане за европейское развитие Болгарии (ГЕРБ), национальное движение «Симеон Второй» (НДСВ)) по результатам выборов в правление общины.